# Nokia N92
Nokia N92 — чотирьохдіапазонний смартфон фірми Nokia. 
Перший телефон з N-серії Nokia з підтримкою цифрового телебачення. Це  
3G DVB-H (Digital Video Broadcasting — Handhelds) (TV-телефон). У телефоні 2 камери, головна з яких 2-мегапіксельна, 2,8-дюймовий 320 х 240 QVGA дисплей з 16 млн кольорів. Також як і у N80, у нього є  USB 2.0, Bluetooth та WiFi, а ось внутрішньої пам'яті побільше — 90 МБ, плюс можливість її розширення за допомогою miniSD карт. 
Станом на початок 2006 очікувана вартість — 730 доларів США, терміни появи у продажу — літо 2006 року. 

## Подібні моделі
- Nokia N71
- Motorola MPx